# Phyllodocida
Phyllodocida zijn een orde van borstelwormen (Polychaeta).

## Taxonomie
De volgende taxa zijn bij de orde ingedeeld:
- Onderorde incertae sedis
  - Familie Ichthyotomidae Eisig, 1906
  - Familie Iospilidae Bergström, 1914
  - Familie Nephtyidae Grube, 1850
  - Familie Sphaerodoridae Malmgren, 1867
  - Familie Tomopteridae Grube, 1850
  - Familie Typhloscolecidae Uljanin, 1878
  - Familie Yndolaciidae Støp-Bowitz, 1987
- Onderorde Aphroditiformia
  - Familie Acoetidae Kinberg, 1856
  - Familie Aphroditidae Malmgren, 1867
  - Familie Eulepethidae Chamberlin, 1919
  - Familie Iphionidae Kinberg, 1856
  - Familie Pholoidae Kinberg, 1858
  - Familie Polynoidae Kinberg, 1856
  - Familie Sigalionidae Kinberg, 1856
- Onderorde Glyceriformia
  - Familie Glyceridae Grube, 1850
  - Familie Goniadidae Kinberg, 1866
  - Familie Lacydoniidae Bergström, 1914
  - Familie Paralacydoniidae Pettibone, 1963
- Onderorde Nereidiformia
  - Familie Antonbruunidae Fauchald, 1977
  - Familie Chrysopetalidae Ehlers, 1864
  - Familie Hesionidae Grube, 1850
  - Familie Microphthalmidae Hartmann-Schröder, 1971
  - Familie Nereididae Blainville, 1818
  - Familie Pilargidae Saint-Joseph, 1899
  - Familie Syllidae Grube, 1850
- Onderorde Phyllodociformia
  - Familie Lopadorrhynchidae Claparède, 1870
  - Familie Phyllodocidae Örsted, 1843
  - Familie Pontodoridae Bergström, 1914

### Nomen dubium
- Superfamilie Aphroditoidea
- Superfamilie Chrysopetalacea
- Superfamilie Pisionacea

### Synoniemen
- Familie Iopsilidae => Iospilidae Bergström, 1914
- Familie Eulepidae Darboux, 1900 => Eulepethidae Chamberlin, 1919
- Familie Palmyridae Kinberg, 1858 => Aphroditidae Malmgren, 1867
- Familie Pareulepidae Hartman, 1939 => Eulepethidae Chamberlin, 1919
- Familie Peisidicidae Darboux, 1899 => Sigalionidae Kinberg, 1856
- Familie Pholoididae Fauchald, 1977 => Sigalionidae Kinberg, 1856
- Familie Pisionidae Ehlers, 1901 => Sigalionidae Kinberg, 1856
- Familie Polyodontidae Augener, 1918 => Acoetidae Kinberg, 1856
- Familie Antonbruuniidae => Antonbruunidae Fauchald, 1977
- Familie Kynephoridae Ehlers, 1920 => Kynephorinae Ehlers, 1920
- Familie Levidoridae Perkins, 1987 => Syllidae Grube, 1850
- Familie Lycoridae Grube, 1850 => Nereididae Blainville, 1818
- Familie Nautilinidae Miura & Laubier, 1989 => Nautiliniellidae Miura & Laubier, 1990 => Calamyzinae Hartmann-Schröder, 1971
- Familie Nautiliniellidae Miura & Laubier, 1990 => Calamyzinae Hartmann-Schröder, 1971
- Familie Nereidae => Nereididae Blainville, 1818
- Familie Notophycidae Knox & Cameron, 1970 => Nereidinae Blainville, 1818
- Familie Talehsapiidae Misra, 1999 => Pilargidae Saint-Joseph, 1899
- Familie Alciopidae Ehlers, 1864 => Alciopini Ehlers, 1864
- Familie Lopadorhynchidae => Lopadorrhynchidae Claparède, 1870